# バーナード・ホプキンス 対 フェリックス・トリニダード戦
バーナード・ホプキンス 対 フェリックス・トリニダード戦（バーナード・ホプキンス たい フェリックス・トリニダードせん）は、2001年9月29日にアメリカ合衆国ニューヨークマディソン・スクエア・ガーデンで行われたプロボクシングの試合。当初は9月15日に開催されるはずだったが4日前の9月11日にアメリカ同時多発テロ事件が発生したため2週間延期して追悼試合(会場も星条旗が掲げられた)として開催にこぎ着けた。メインイベントはミドル級統一トーナメント決勝戦が行われ、ホプキンスがトリニダードから最終12回にダウンを奪って勝利したため3団体統一して優勝した。前座はIBFライトフライ級王者リカルド・ロペスが絶対王者として君臨していたミニマム級時代に戦わなかったゾラニ・ペテロと対戦しプロアマ通じ敗戦なしで王者のまま引退した(この試合のレフェリーを務めたアーサ・メルカンテ・シニアも40年以上のレフェリー生活引退試合(ジャッジは2005年まで現役))試合と、WBO世界ライトフライ級王者ネルソン・ディーバが2階級制覇を狙う元IBF世界ミニマム級王者ファーラン・サックリン
を相手に初防衛戦、WBA世界スーパーミドル級王者バイロン・ミッチェルがマニー・シアカと熱戦を繰り広げた。イベント名は「アンド・ゼン・ゼア・ワズ・ワン」(一つの頂、頂上決戦)。試合はHBOがペイ・パー・ビューで生放送した。

## ミドル級統一トーナメント
主催したドン・キングがヘビー級統一トーナメントに続きミドル級の統一トーナメントの開催を発表した。WBA王者ウィリアム・ジョッピー、WBC王者キース・ホームズ、元2階級制覇王者フェリックス・トリニダード、IBF王者バーナード・ホプキンスの4人で「ミドル級・チャンピオンズ・シリーズ」として統一トーナメントを行った。なお試合は全てニューヨークのマディソン・スクエア・ガーデンになった。

## 決勝戦まで
- 2001年4月14日にホプキンスvsホームズで開幕。両者はKO率が高くKO決着は間違いない声が多かったが試合はホプキンスがホームズをコントロールし12回3-0(118-109、117-110、119-108)の判定勝ちでIBF王座13度目、WBC王座獲得に成功した。

- 2001年5月12日に決勝前最後のカードとしてトリニダードvsジョッピーが行われた。ホプキンスに次ぐ安定政権のジョッピーとウェルター級とスーパーウェルター級を最強として君臨したトリニダードとの対戦もKO必死のカードだった。試合はトリニダードが開始から一方的に支配し5回2分22秒TKO勝ちでトリニダードが3階級制覇を達成し決勝戦に進出した。

## 決勝戦
試合前にはジミー・レノン・ジュニアのコールでシュガー・レイ・ロビンソン賞を受賞した各年代のミドル級を彩った選手が登場。1950年代に活躍したジェイク・ラモッタ、1960年代に活躍した元世界2階級制覇王者エミール・グリフィス、1970年代にいきなり統一王者になったビト・アンツォフェルモ、1980年代に活躍した元世界3階級制覇王者アイラン・バークレー、最後はバークレーと死闘を演じた元世界4階級制覇王者ロベルト・デュランが紹介された。特にデュランに関してはこの日最大の歓声を浴びた。その後「ボクシングとこの後行われる試合はテロリズムに屈することはない」とレノン・ジュニアが話した後に9月11日に起きたアメリカ同時多発テロ事件の犠牲者に捧げる追悼の10カウントを打った。
入場はアウェーのホプキンスが首に星条旗を巻いて死刑執行人のマスク(赤を基調に死刑執行人を意味するX字)をかぶって入場。星条旗を掲げて声援を送るホプキンスのファンがいるが、トリニダードのファンから大ブーイングを浴びせられた。入場前からティトコールが巻き起こるなどトリニダードの入場を待つ9割以上のトリニダードファンが多かった。2つの世界戦でホームのプエルトリコのボクサーを応援したニューヨークとプエルトリコから来たファンはトリニダードの応援への大合唱でこの日最大の盛り上がりを見せた。トリニダードチームはトレーナーの父のトリニダード・シニアが消防士のヘルメットをかぶり、トリニダードは警察官の帽子をかぶって入場。ラテン音楽に乗せて踊りながらリングインした。セコンド陣はトリニダードと書かれた鉢巻を頭に巻いた。
レノン・ジュニアの審判陣の紹介でジャッジは珍しく3団体から1人ずつ派遣された。(IBFはニューヨークコミッション公認だがWBAとWBCは第3国)選手コールは先にホームのトリニダードでファンはこの日最大の歓声が上がり、トリニダードの愛称ティートコールの大合唱になった。大歓声でレノン・ジュニアのコールが聞こえない為ゴングが何度も打たれた程だった。一方ホプキンスはコールが上がる前から大ブーイングが飛び死刑執行人のマスクを外した場面からブーイングが大きくなった。
HBOの放送でホプキンスのコールが終わった場面で僅かながら星条旗を振り歓声を上げたファンが映った。
初回はホプキンスが先手を取りフックで攻撃。ホプキンスとトリニダードがジャブの差し合いになる。通常好戦的な戦法のホプキンスはアウトボクシングの展開を取る。ホプキンスのフックとトリニダードのストレートが当たる。2回はトリニダードが距離を詰めてスタート。だがホプキンスの慎重な作戦にブーイングが飛んでいくが、徐々にフックの打ち合いになる。ホプキンスの老獪な戦術に初回同様トリニダードが苦しんでいる様子だが残り時間僅かでホプキンスの右ストレートが当たり一瞬動きが止まった。
3回は双方が慎重な立ち上がり。ホプキンスが軽いフックを当てるがトリニダードはフックを空振りしてしまう。トリニダードはロープにホプキンスを追い詰めストレートを当てる。ホプキンスが後半にクリンチワークを使ってトリニダードのスタミナ消耗策を取った。4回はトリニダードがボディに右フックを当てるものの前に出られない。ホプキンスがコンビネーションを当てて反撃。ホプキンスはクリンチからの右フックをテンプルに当ててからのボディフックを返す。ホプキンスは中盤から後半にかけて軽いフックを当てて距離を取る。トリニダードはコンビネーションで反撃を狙うものの反撃できない。残り時間僅かでまたしてもホプキンスは右ストレートを当てトリニダードをぐらつかせる。
5回はホプキンスがコンビネーションで先手を取った。トリニダードは中々距離を詰められない。ホプキンスはクリンチワークを使いボディ打ち。打ちあいになるもホプキンスはフックを当てて打撃戦も有利に進める。だがクリンチワークで打撃戦を止める。5回終了のゴングが鳴っても打ち合いを続けたためレフェリーのスモーガーが止めに入った。6回はホプキンスが軽いフックで距離を取るもフックの交換に入った。トリニダードはロープに相手を追いやるとフックで反撃。ロープからホプキンスが離れるとフックのコンビネーションで反撃。トリニダードはストップできるチャンスを逃しその隙にホプキンスがフックで崩しにかかる。トリニダードはフックを多用して攻撃を強める。
7回はトリニダードが軽いフックで距離を詰める。しかしホプキンスはサークリングで距離を取る為中々詰められない。ホプキンスはフックからのボディ打ちで劣勢に少しずつ追い詰める。後半でホプキンスの右フックでトリニダードがぐらつき始める。8回はホプキンスのコンビネーションで先手を取る。右ストレートが当たりトリニダードがぐらつく。ホプキンスはロープに詰まりながらも軽いフックを当てて有利に進める。トリニダードは攻勢がなかなかできない。劣勢になったトリニダードが足をバタバタさせてホプキンスを挑発。トリニダードはアッパーで反撃。終了後にまたしても一触即発な事態が起きる。
9回はホプキンスが左フックで先手を取った。激しいパンチの交換だがホプキンスが正確さでリードする。ホプキンスはロープに詰まりながらもストレートで反撃。トリニダードはホプキンスをロープ際まで押しやるものの仕留めきれない。ホプキンスはクリンチワークを多用しホプキンスのスタミナを削いでいく。ホプキンスは終盤近くになってフックのコンビネーションでぐらつかせる。ボディアッパーでホプキンスがトリニダードの動きを止め右ストレートを当てる。残り時間僅かでまたもホプキンスが右ストレートを当てトリニダードがぐらつく。10回はトリニダードが距離を詰めてスタート。トリニダードはフックとストレートを駆使して反撃する。ホプキンスはフックのコンビネーションで反撃する。フックの激しい交換になるもホプキンスが優勢。残り時間僅かで激しい打ち合いになった。ホプキンスのトランクスが下がるアクシデントがあったがレフェリーのスモーガーがトランクスを上げる。再開後すぐに激しい打ち合いになる。残り時間僅かでまたもホプキンスがアッパーでぐらつかせゴングが鳴っても一気に仕留める姿勢を見せたもののスモーガーが止める。
11回はホプキンスがフックで先手を取った。しかしフックの攻勢を強める中トリニダードは押さえつけられる形になりスリップダウン。ホプキンスのクリンチワークがトリニダードのスタミナを奪っていく。打ち合いで有利になっていきクリンチワークも交わるようになる。残り時間僅かでホプキンスコールの大合唱が起きる。11回終了のゴングと同時にトリニダードは「このラウンドを取ったぞ」の意味を込めて右腕を上げた。最終12回はホプキンスがフックで先手を取る。ホプキンスがペースを上げダメージを与えて、最後は右フックが当たるとトリニダードが腰から砕け落ちてダウン。トリニダードを応援したプエルトリコとニューヨークのファンは悲鳴と共に頭を抱えて沈黙。逆にホプキンスファンは腕を交差するポーズ(レフェリーストップ)をした。ふらつきながら起き上がるもトレーナーのトリニダード・シニアがタオルを持ってストップを要請。ストップがかかるとトリニダードファンの悲鳴がひどくなるのと同時にホプキンスは仰向けにリングの中央で倒れ込んで拳を何度も小刻みに降って喜びを爆発し、しばらく動かず歓喜に浸った。この瞬間ホプキンスがWBA王座を吸収し3団体統一王者になり変則統一トーナメントの優勝を決めた。

## 決勝後
トリニダードは2002年5月11日に地元でアッシン・シェリフィーを破って再起を果たしてホプキンスとリマッチを目指したが拒否されて引退し2004年に復帰したが最後の2戦(ロナルド・ライトには屈辱の完封負け、ロイ・ジョーンズ・ジュニアにはダウンを2度奪われて完敗)も敗れて正式に引退した。
ホプキンスは順調に防衛し2003年12月13日、8大タイトルマッチのメインイベントでトリニダードが倒し、その後WBA王座に返り咲いたジョッピーを相手に王座統一戦を行い12回3-0(119-109、119-108、118-109)の判定勝ちでライバルを撃破。試合後キングから離脱しゴールデンボーイ・プロモーションズに幹部兼選手で入社。2004年6月5日に2度対戦した因縁あるキング配下のロバート・アレンと3度目の対戦を行い12回3-0(2者が119-107、117-109)の判定勝ちで決着を付けて9月18日にWBO王者オスカー・デ・ラ・ホーヤを9回1分38秒KO勝ちで史上初の4団体統一を達成した。

## 対戦カード
^Note 1 ミドル級ワールドチャンピオンシップシリーズトーナメント決勝戦、WBA・WBC・IBFミドル級王座統一戦
^Note 2 IBF世界ウェルター級指名挑戦者決定戦
^Note 3 WBA世界スーパーミドル級タイトルマッチ
^Note 4 IBF世界ライトフライ級タイトルマッチ
^Note 5 WBO世界ライトフライ級タイトルマッチ